# Krach du 28 mai 1962
Le Krach du 28 mai 1962 est une baisse très importante sur le marché d'actions américain, qui s'est traduite par un quasi-effondrement pour les valeurs du secteur de l'électronique et de l'informatique, après une bulle spéculative les trois années précédentes.

## Histoire
Le krach du 28 mai 1962 été déclenché par les attaques du président JFK contre les grands producteurs d'acier, mais la baisse des actions de ces derniers s'est transmise à l'ensemble du marché financier américain, ainsi qu'à des sociétés européennes qui avaient les années précédentes de spéculations très intenses.
Aux États-Unis, de nombreuses jeunes sociétés de haute-technologie entrent en Bourse lors de la bulle spéculative sur l'électronique des trois années précédentes, la période 1959-1962, nourrie par de spectaculaires avancées technologiques. Dès 1958, Jack Kilby (Texas Instruments) et Robert Noyce, de la startup Fairchild Semiconductor, inventent presque simultanément le circuit intégré. Cette année 1958 donne aux investisseurs un troisième motif d'optimisme, avec l'entrée en service du TX-2, ordinateur conçu quelques années plus tôt par le Lincoln Laboratory, au MIT, par Ken Olsen. Entre-temps, ce dernier a fondé la société Digital Equipment en 1957, avec 70 000 dollars.
Le capital-risque, qui fait ses débuts, finance de nombreuses startups : l'une d'elles, Control Data, conçoit un supercalculateur en 1957 à Minneapolis, avec des scientifiques de l'US Navy menés par Seymour Cray. Elle émet des actions à un dollar en 1958. Leur valeur atteint 150 dollars trois ans après. Son PER dépasse 200, alors qu'elle a seulement 1,6 % du marché, contre 82 % pour IBM. Les grands groupes prennent très vite le train des circuits intégrés : IBM commande 100 000 commutateurs à Texas Instruments dès 1960. C'est tout le marché boursier qui s'emballe : le Dow Jones prend 27 % en 1961 et Texas Instruments atteint une capitalisation boursière qui représente plus de 115 fois ses bénéfices.
Pour profiter de l'appétit des investisseurs boursiers, des dizaines de sociétés "électroniques" entrent en Bourse : Astron, Dutron, Vulcatron, Circuitronics, Supronics, ou Videotronics. C'est la "Tronics mania". Scantlin Electronics et Ultronics Systems imaginent des produits permettant de démultiplier progressivement les usages du Teleregister des années 1930 : le Quotron et le Stockmaster. La seconde s'allie à Reuters, pour diffuser un panier de services : cours en temps réels, dépêches, puis bases de données. Reuters s'en sert pour s'implanter aux États-Unis, lors d'une étape-clé de son histoire. L'enthousiasme est exagéré par des manipulations financières. Les courtiers font monter les cours des startup en comprimant la part du capital disponible en Bourse.

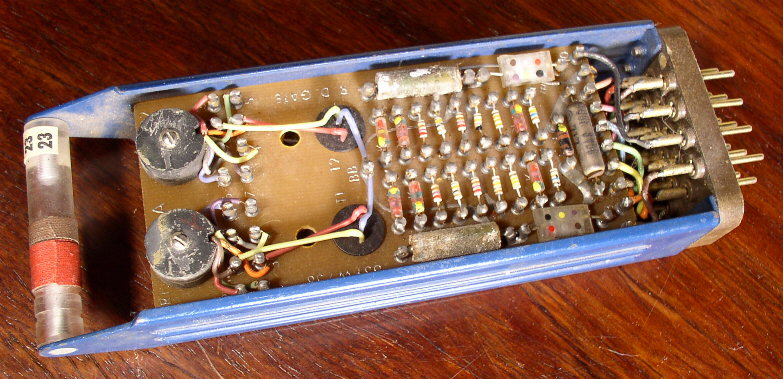
Module du TX-2, l'un des premiers ordinateurs à circuits intégrés, en 1958

Le président JFK craint une bulle spéculative, mais préfère ne pas s'attaquer directement au secteur de l'électronique. En septembre 1961, il rappelle aux PDG de la sidérurgie que leurs actions ont progressé de 397 % en 14 ans. Et les met au défi d'augmenter leurs prix. Cela pourrait virer à "la guerre totale", répond au printemps l'un d'eux, PDG de Jones and Laughlin Steel. Le 28 mai 1962, le Dow Jones perd 5,7 %, signant la seconde plus forte baisse en points de son histoire. Il faut attendre une demi-heure après la clôture pour pouvoir calculer l'indice en raison de transactions si nombreuses qu'elles n'ont pas toutes été enregistrées.
La chute du Dow Jones est précipitée par celles des valeurs-vedettes, comme IBM ou Texas Instruments. Les investisseurs constatent qu'ils ont de nouveaux concurrents très bien armés, malgré leur jeunesse. L'IBM perd plus de 5 % en 19 minutes et tombe à 355 dollars, alors qu'elle avait atteint 607 dollars l'année précédente. L'action Polaroid chute aussi, après une ascension spectaculaire. Le label de disques Avco Records, tout juste créé, abandonne 20 %. Les actions de l'acier abandonnent la moitié de leur valeur en deux ans.
Le krach de mai 1962 déclenche une avalanche de lettre de protestations auprès de la Maison-Blanche, puis une enquête de la Securities and Exchange Commission. Selon elle, les teneurs de marché n'ont pas joué leur rôle. Les petits porteurs se retirent, 8 % des courtiers font faillite dans l'année. L'enquête de la Securities and Exchange Commission montre que les spécialistes chargés de l'action IBM n'ont pas été en mesure de fournir autant de titres qu'il en aurait fallu pour que le marché fonctionne correctement.
Malgré ce coup dur, l'économie américaine reste en forte croissance. Certaines actions rebondissent très vite : Control Data Corporation atteint 300 dollars dès 1964. Et quatre ans après seulement, en août 1966, Ken Olsen réussit l'introduction en Bourse du futur leader mondial Digital Equipment, à 22 dollars, l'action: elle en vaut 50 huit mois après.